# Estêvão (parente de Simeão I)
Estêvão (em grego medieval: Στέφανος; romaniz.: Stéphanos) foi um oficial búlgaro do século IX, ativo durante o reinado do czar Pedro I (r. 927–969).

## Vida

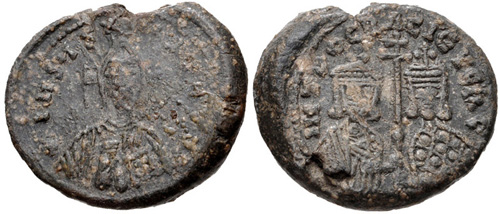
Selo do imperador r. com Irene Lecapena r.

Estêvão talvez pode ser associado ao emissário homônimo ativo na mesma época. Ele era um parente próximo do czar Simeão I (r. 893–927). Em 927, acompanhou, junto de outro dignitários, Pedro I para Constantinopla, onde a paz com o Império Bizantino foi concluída e Pedro casou-se com Irene (Maria), a neta do imperador Romano I (r. 920–944).